# Barycholos pulcher
Espèce
Synonymes
- Leptodactylus pulcher Boulenger, 1898

Statut de conservation UICN

 LC  : Préoccupation mineure
Barycholos pulcher est une espèce d'amphibiens de la famille des Craugastoridae.

## Répartition
Cette espèce est endémique d'Équateur. Elle se rencontre entre 30 et 600 m d'altitude dans les plaines à l'Ouest de la cordillère Occidentale.

## Publication originale
- Boulenger, 1898 : An account of the reptiles and batrachians collected by Mr. W. F. H. Rosenberg in western Ecuador.  Proceedings of the Zoological Society of London, vol. 1898, no 1, p. 107-126 (texte intégral).